# Geerhardus Vos
Geerhardus Johannes Vos (14 de março de 1862 – 13 de agosto de 1949) foi um teólogo calvinista neerlandês-estadunidense e um dos mais ilustres representantes da Teologia de Princeton. Vos é conhecido como o pai da Teologia Bíblica Reformada.

## Biografia
Geerhardus Vos nasceu em Heerenveen, na Frísia, nos Países Baixos, tendo sido filho de um pastor reformado neerlandês. Em 1881, aos 19 anos, seu pai, Jan Vos, aceitou um convite para ser pastor de uma congregação da Igreja Cristã Reformada em Grand Rapids, Michigan.

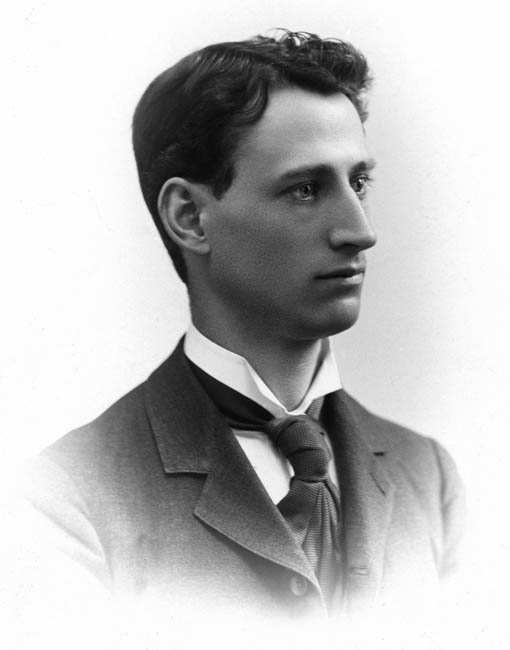
Geerhardus Vos quando era jovem.

### Educação na Europa e nos Estados Unidos
Em setembro de 1881, Geerhardus Vos iniciou sua graduação na Faculdade Teológica da Igreja Cristã Reformada na América do Norte, hoje conhecida como Faculdade Calvin e Seminário Teológico Calvin em Grand Rapids. Ali, seus talentos excepcionais logo foram reconhecidos pela faculdade, pois ele obteve seu bacharelado num único ano. Nesse ínterim, Vos fora nomeado pelo Curatório para ser assistente instrucional de Gerrit Egbert Boer, que era professor da faculdade e também presidente da assembleia. Durante o segundo ano, Vos foi remunerado como professor, além de poder continuar com seus estudos.
Em 1883, Vos matriculou-se no Seminário Teológico de Princeton, e, naquela época, já dominava alemão, holandês, latim, francês, inglês, grego e hebraico. Em vez de ingressar como aluno do primeiro ano, Vos ingressou no Seminário de Princeton como aluno segundanista. Posteriormente, seu artigo ali escrito, intitulado "A Origem Mosaica dos Códigos do Pentateuco", recebeu o prêmio de bolsa de estudos em Hebraico.
Geehardus continuou seus estudos na Universidade Humboldt de Berlim, na Alemanha, em 1886. Em abril, fora convidado pelo próprio Abraham Kuyper para lecionar na Universidade Livre de Amsterdã, como professor de Antigo Testamento, todavia, recusou parcialmente a proposta por causa da objeção de seu pai. Quase no mesmo período, a Igreja Cristã Reformada na América do Norte nomeou-o professor em Grand Rapids. Herman Bavinck também chegou a Berlim a fim de conhecer Vos, no fim de julho de 1886, e encorajou Vos a estudar na Universidade do Kaiser Guilherme, em Estrasburgo, quando Vos pensava em transferir-se para uma nova faculdade. Vos recebeu seu doutorado em Estudos Árabes pela Faculdade de Filosofia da Universidade de Estrasburgo em 1888.

### Carreira
Herman Bavinck e Abraham Kuyper tentaram convencer Geehardus Vos a tornar-se professor de Teologia do Antigo Testamento na Universidade Livre de Amsterdã, mas Vos optou por retornar aos Estados Unidos da América.  Dessarte, no outono de 1888, Vos assumiu um cargo na Escola Teológica da faculdade de Grand Rapids. Ele fora nomeado professor de Teologia Didática e Exegética na Igreja Cristã Reformada de Spring Street, em Grand Rapids em 4 de setembro de 1888.
Em suas palestras dogmáticas, ele não usou os materiais comuns dos livros didáticos de Francis Turretin, João Calvino ou Charles Hodge, mas desenvolveu seu trabalho original, Dogmática Reformada, publicado em 1896, de forma manuscrita. Seu trabalho fora dividido em cinco volumes, todos traduzidos do holandês para o inglês por Richard B. Gaffin Jr.
Em 1892, Geerhardus mudou-se e passou a lecionar no Seminário Teológico de Princeton, onde tornou-se o primeiro professor de Teologia Bíblica. No Seminário de Princeton, lecionou juntamente de J. Gresham Machen e BB Warfield, e escreveu suas obras mais famosas, incluindo Escatologia Paulina (1930) e Teologia Bíblica: Antigo e Novo Testamento (1948). Apesar de sua oposição à crescente influência modernista em Princeton no final da década de 1920, ele decidiu permanecer no Seminário de Princeton depois que Machen saiu para fundar o Seminário Teológico de Westminster, pois estava perto de sua aposentadoria. Três anos depois da inauguração do Seminário Teológico de Westminster, em 1932, Vos retirou-se para a Califórnia.
Casou-se, em 1894, com Catherine Smith, que se tornou conhecida por ter sido a autora de The Children's Story Bible. Ela morreu em 1937.
Geerhardus e Catherine tiveram três filhos varões e uma filha. Um de seus filhos, Johannes G. Vos (1903-1983), estudou no Seminário Teológico de Princeton e foi ordenado pastor na Igreja Presbiteriana Reformada da América do Norte, e também foi professor no Geneva College, na Pensilvânia.

### Após a aposentadoria
Após aposentar-se de Princeton, Vos permaneceu na Igreja Presbiteriana (EUA), enquanto (Catherine, sua esposa, e seus dois filhos, Geerhardus Jr. e Johannes, juntamente com a esposa de Johannes, Marian, ingressaram na Igreja Presbiteriana Reformada da América do Norte. Sua filha Marianne ingressou na Igreja Cristã Reformada na América do Norte, a exemplo se seu marido, William Radius. Bernardus Vos juntou-se à igreja recém-formada de Gresham Machen, que mais tarde, em 1939, chamar-se-ia Igreja Presbiteriana Ortodoxa.
Geerhardus Vos morreu em 13 de agosto de 1949, no Hessel Convalescent Hospital, em Grand Rapids, Michigan. Seu culto fúnebre foi conduzido por H. Henry Meeter, na Capela Zaagman, na Faculdade Calvin, dois dias depois.
O corpo de Vos foi então enterrado na pequena vila de Roaring Branch, Pensilvânia, aos  17 de agosto de 1949. Poucas pessoas compareceram ao seu enterro: apenas dois membros da família, Bernardus e Geerhardus Jr., um homem e uma mulher da Igreja Metodista local, e dois pastores da Igreja Presbiteriana Ortodoxa, Rev. John De Waard e Rev. Cornelius Van Til estiveram presentes. Van Til pregou em 2ª Coríntios 5:1, no funeral. Não estava lá ninguém da sua denominação e da instituição que ele serviu durante quase 40 anos.

## Obras

### Livros
- Vos, Geerhardus (1886). The Mosaic Origin of the Pentateuchal Codes. New York: A. C. Armstrong & Son. OCLC 3144180[4]
- Vos, Geerhardus (1894). The Idea of Biblical Theology as a Science and as a Theological Discipline: The Inauguration Of Rev. Geerhardus Vos, Ph.D., D.D., as Professor Of Biblical Theology. New York: A. D. F. Randolph. OCLC 8838483
- Vos, Geerhardus (1903). The Teaching of Jesus Concerning the Kingdom of God and the Church. New York: American Tract Society. OCLC 3919537
- Vos, Geerhardus (1922). Grace and Glory: sermons preached in the chapel of Princeton Theological Seminary. Grand Rapids, MI: Reformed Press. OCLC 4995486
- Vos, Geerhardus (1926). The Self-Disclosure of Jesus: The Modern Debate about the Messianic Consciousness. New York: George H. Doran Co. OCLC 2430774
- Vos, Geerhardus (1930). The Pauline Eschatology. Grand Rapids, MI: Baker Book House. OCLC 697175240
- Vos, Geerhardus (1931). Charis, English Verses. Princeton, NJ: Princeton Theological Seminary[5]
- Vos, Geerhardus (1933). Western Rhymes. Princeton, NJ: Princeton Theological Seminary[6]
- Vos, Geerhardus (1934). Biblical Theology: Old and New Testaments. Philadelphia, PA: Theological Seminary of the Reformed Episcopal Church. OCLC 66323285
- Vos, Geerhardus (1944). The Teaching of the Epistle to the Hebrews. Philadelphia, PA: Theological Seminary of the Reformed Episcopal Church. OCLC 5971869

Publicado postumamente
- Vos, Geerhardus (2001). The Eschatology of the Old Testament Phillipsburg, NJ. [S.l.]: P&R Publishing. ISBN 9780875521817. OCLC 45888861
- Vos, Geerhardus (1980). Redemptive History and Biblical Interpretation: The Shorter Writings of Geerhardus Vos. Phillipsburg, NJ: P&R Publishing. ISBN 9780875522708. OCLC 6968978
- Vos, Geerhardus (2013). The Collected Reviews of Geerhardus Vos. Bellingham, WA: Lexham Press
- Vos, Geerhardus (2013). The Collected Articles of Geerhardus Vos. Bellingham, WA: Lexham Press
- Vos, Geerhardus (2013). The Collected Dictionary Articles of Geerhardus Vos. Bellingham, WA: Lexham Press
- Vos, Geerhardus (2013). Reformed Dogmatics: Volume 1 - Theology Proper. Bellingham, WA: Lexham Press
- Vos, Geerhardus (2014). Reformed Dogmatics: Volume 2 - Anthropology. Bellingham, WA: Lexham Press
- Vos, Geerhardus (2015). Reformed Dogmatics: Volume 3 - Christology. Bellingham, WA: Lexham Press
- Vos, Geerhardus (2015). Reformed Dogmatics: Volume 4 - Soteriology. Bellingham, WA: Lexham Press
- Vos, Geerhardus (2016). Reformed Dogmatics: Volume 5 - Ecclesiology, the Means of Grace, Eschatology. Bellingham, WA: Lexham Press

### Artigos de jornal
- «The Scriptural Doctrine of the Love of God». The Presbyterian and Reformed Review. 13: 1–37. 1902[7]
- «Jeremiah's Plaint and its Answer». The Princeton Theological Review. 26: 48l–495. 1928[8]
- «The Nature and Aims of Biblical Theology». Kerux: The Journal of Northwest Theological Seminary. 14 (1). Maio 1999